# Mogovolas (Distrikt)
Mogovolas ist ein Distrikt in der mosambikanischen Provinz Nampula mit der Hauptstadt Nametil. Der Distrikt Mogovolas liegt im südlichen Teil der Provinz Nampula und grenzt im Norden an den Stadt-Distrikt Nampula und den Distrikt Meconta, im Westen an die Provinz Zambezia, im Süden an den Distrikt Moma und im Osten an den Distrikt Angoche.

## Geographie
Mogovolas hat eine Fläche von 4760 Quadratkilometer und 349.644 Einwohner. Der Distrikt hat trockenes, tropisches Klima mit einer jährlichen durchschnittlichen Niederschlagsmenge von 800 bis 1200 Millimeter. Im Winter gibt es in Mogovolas deutlich weniger Niederschläge als im Sommer. Die Klassifikation des Klimas lautet Aw entsprechend der Klima-Klassifizierung nach Köppen-Geiger. Die niedrige Niederschlagsmenge in Verbindung mit den hohen Temperaturen führen zu einem kritischen Wassermangel für die landwirtschaftliche Produktion, da es während der Vegetationsperiode häufig zu Dürren kommt.
|                        | Jan  | Feb  | Mär  | Apr  | Mai  | Jun  | Jul  | Aug  | Sep  | Okt  | Nov  | Dez  |   |      |
| Mittl. Temperatur (°C) | 27,7 | 27,9 | 27,2 | 26,2 | 24,4 | 22,4 | 22,4 | 23,1 | 25,5 | 27,4 | 28,5 | 28,2 | ⌀ | 25,9 |
| Mittl. Tagesmax. (°C)  | 33,2 | 33,3 | 32,3 | 31,3 | 30,1 | 28,2 | 27,9 | 29,7 | 32,4 | 34,8 | 35,4 | 34   | ⌀ | 31,9 |
| Mittl. Tagesmin. (°C)  | 22,3 | 22,5 | 22,1 | 21,1 | 18,7 | 16,6 | 16,9 | 16,6 | 18,6 | 20,1 | 21,7 | 22,4 | ⌀ | 20   |
|                        |      |      |      |      |      |      |      |      |      |      |      |      |   |      |
| Niederschlag (mm)      | 246  | 204  | 118  | 101  | 37   | 27   | 28   | 17   | 10   | 18   | 81   | 182  | Σ | 1069 |

| 22,3 |

| 22,5 |

| 22,1 |

| 21,1 |

| 18,7 |

| 16,6 |

| 16,9 |

| 16,6 |

| 18,6 |

| 20,1 |

| 21,7 |

| 22,4 |

| 22,3 |

| 22,5 |

| 22,1 |

| 21,1 |

| 18,7 |

| 16,6 |

| 16,9 |

| 16,6 |

| 18,6 |

| 20,1 |

| 21,7 |

| 22,4 |

Der Distrikt wird von den folgenden Flüssen entwässert:
- Meluli mit dem Nebenfluss Mutacazi
- Nahá
- Pitamacanha mit den Nebenflüssen Nathere und Maculane
- Murririmué mit seinen Nebenflüssen Nambomoto, Macassa und Napalavi
- Mutacaze

Außer dem Meluli sind alle Flüsse periodisch, das heißt, sie führen nur während der Regenzeit Wasser.

## Bevölkerung
Mit 73 Einwohnern je Quadratkilometer hat Mogovolas für Mosambik eine hohe Bevölkerungsdichte. Wie in vielen Distrikten ist die Bevölkerung sehr jung, 16,2 Prozent der Einwohner sind unter fünf Jahre alt.
| Die Grafik oben zeigt die Anzahl der Personen nach Alter in den Jahren 2009 bis 2014. An der Höhe der Balken ist ablesbar, wie die Anzahl der unter 10-Jährigen in den letzten fünf Jahren stark angestiegen ist. Die Altersstruktur der Bevölkerung zeigt ein wirtschaftliches Abhängigkeitsverhältnis von 10:13, das heißt auf zehn Kinder oder ältere Menschen kommen dreizehn Personen im erwerbsfähigen Alter. Während es in der Provinz Nampula beinahe vierzig Prozent Muslime gibt, sind es in Mogovolas etwa ein Viertel, dagegen ist die Zahl der Christen im Distrikt deutlich höher. Die vorherrschende Sprache ist Makua. 86 Prozent der Bevölkerung über fünf Jahren sprechen kein Portugiesisch. | Die zur Anzeige dieser Grafik verwendete Erweiterung wurde dauerhaft deaktiviert. Wir arbeiten aktuell daran, diese und weitere betroffene Grafiken auf ein neues Format umzustellen. (Mehr dazu) |

## Einrichtungen und Dienstleistungen
| Im Distrikt befinden sich 169 Grundschulen (Primárias), davon sind 137 öffentliche Schulen und 32 Privatschulen. Von den neun weiterführenden Schulen (Secundárias) sind alle öffentlich (Stand 2013). In den Grundschulen kommen 63 Schüler auf einen Lehrer. Von diesen Lehrern hat fast die Hälfte keine abgeschlossene pädagogische Ausbildung. In den weiterführenden Schulen kommen achtzehn Schüler auf einen Lehrer (Stand 2013). Da nur zwanzig Prozent der Bevölkerung eine Schule besucht haben, ist die Analphabetenrate hoch (siehe Grafik rechts). Der Distrikt Mogovolas ist in fünf Verwaltungsposten (postos administrativos) gegliedert: - Nametil - Calipo - Ilute - Muatua - Nanhupo Rio | Die zur Anzeige dieser Grafik verwendete Erweiterung wurde dauerhaft deaktiviert. Wir arbeiten aktuell daran, diese und weitere betroffene Grafiken auf ein neues Format umzustellen. (Mehr dazu) Analphabetismus nach Geschlecht und Alter |

## Wirtschaft und Infrastruktur

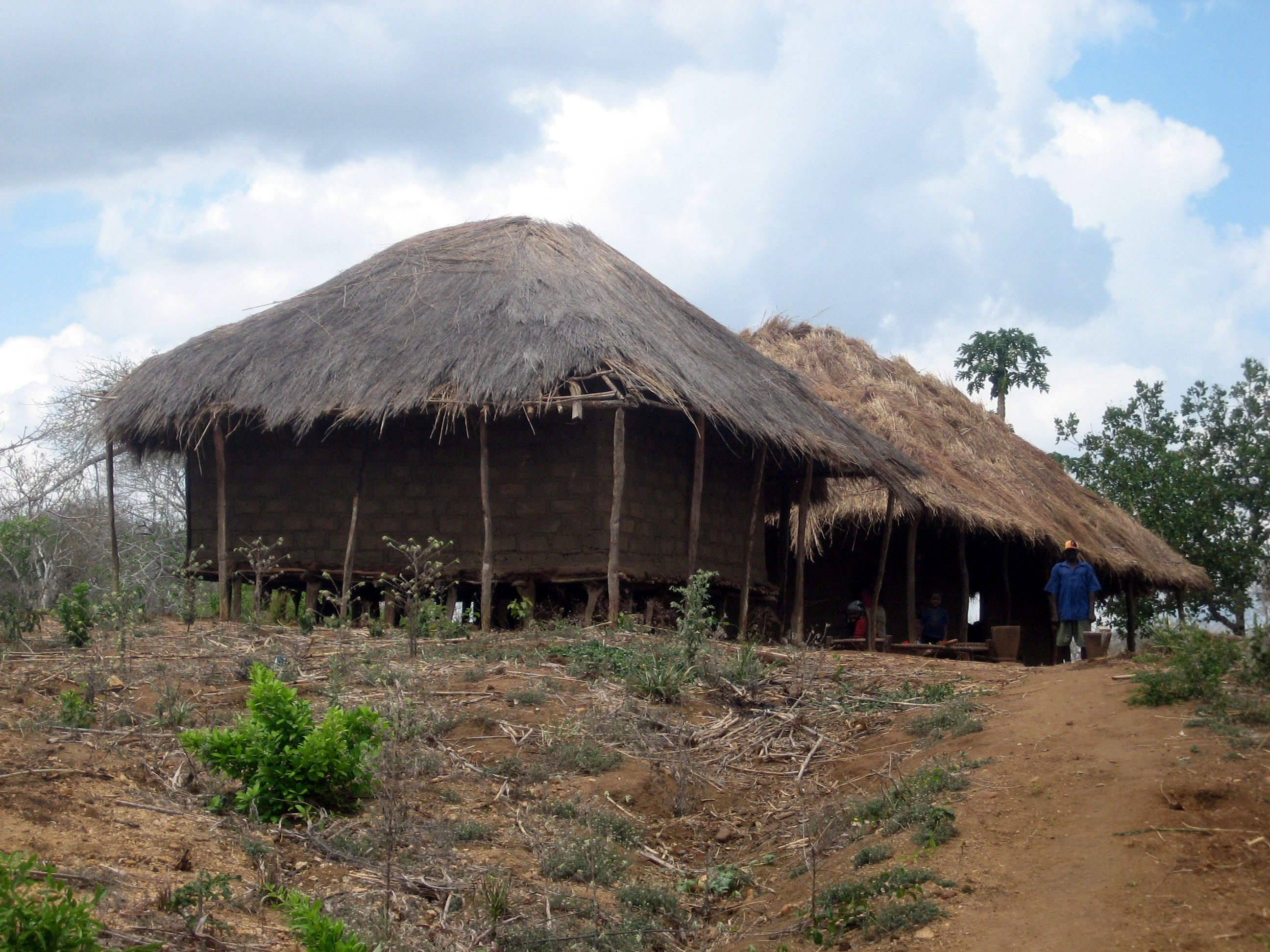
Schilfgedecktes Haus

Die durchschnittliche Wohnstätte ist eine Hütte mit Erdboden, Wänden aus Schilf oder Stöcken und einem Dach aus Stroh oder Schilf. Nur zwei Prozent der Bevölkerung haben elektrischen Strom, 85 Prozent haben keine Latrine, 69 Prozent bekommen das Wasser aus einem Brunnen ohne Pumpe im Freien und 22 Prozent holen das Wasser aus einem Fluss oder einem See.

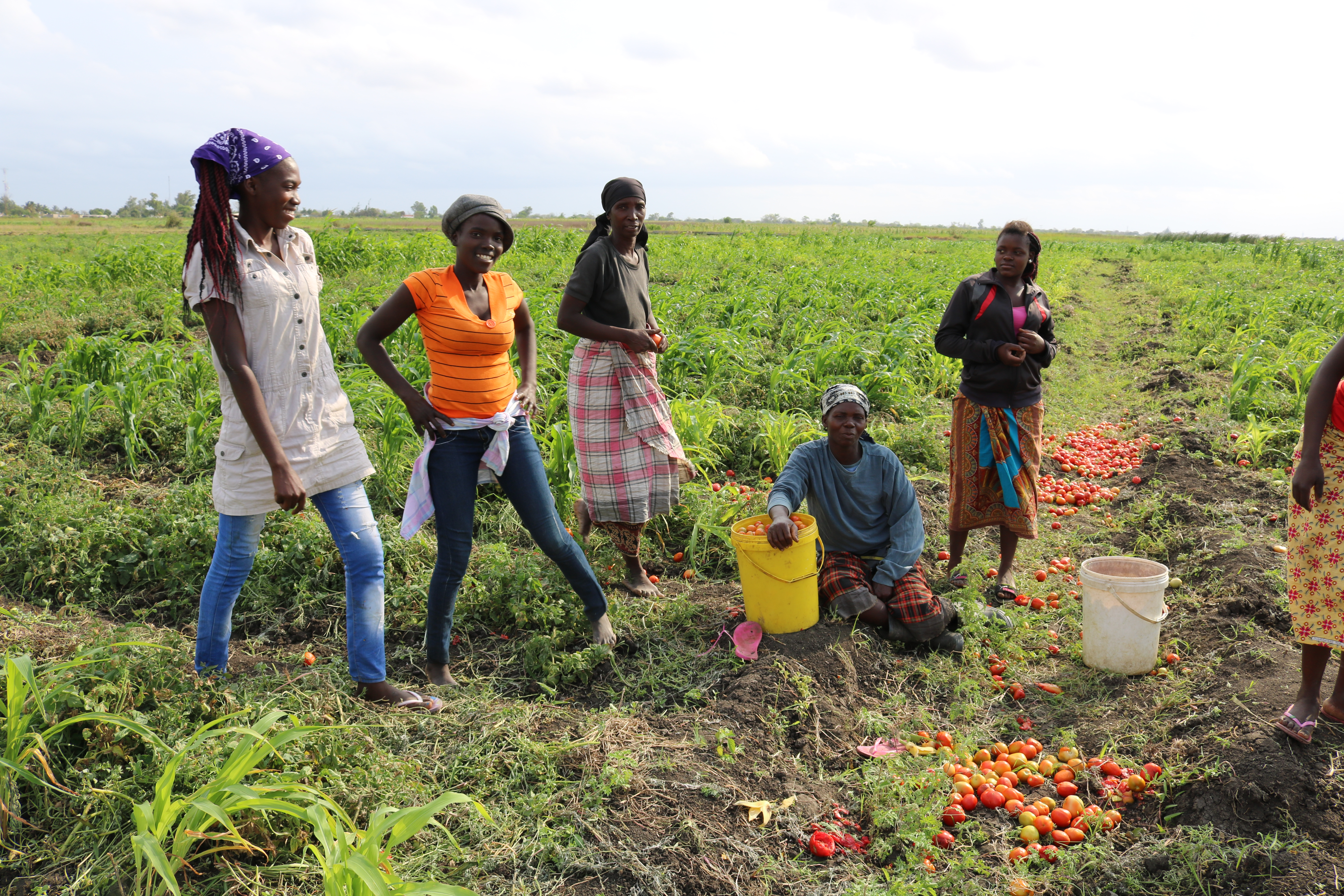
Frauen bei der Tomatenernte

### Landwirtschaft, Forstwirtschaft, Jagd
In 69.000 landwirtschaftlichen Betrieben werden Grundnahrungsmittel angebaut. Es gibt nur einen großen Betrieb mit einer Anbaufläche von 884 Hektar, die durchschnittliche Betriebsgröße ist 1,1 Hektar. Hauptsächlich angebaut werden Mais, Maniok, Bohnen, Erdnüsse und Süßkartoffeln. Daneben gibt es auch eine Vielzahl von Obstbäumen, Kokospalmen und Cashewbäumen. In einigen Gegenden werden auch Haustiere gehalten, vor allem Hühner, Enten und Ziegen für den Eigenbedarf, sowie Ochsen, Ziegen, Schweine und Schafe für die Vermarktung. Neben Dürren und Schädlingen sind Unzulänglichkeiten von Saatgut ein Hauptproduktionshemmnis. Internationale Programme helfen den Bauern bei der Verbesserung des Saatgutes.
Die Gesamtfläche des Waldes beträgt 72.000 Hektar. Holz wird einerseits als Baumaterial verwendet und ist als Brennholz die am häufigsten verwendete Energiequelle. Der Verkauf von Holz und Holzkohle ist eine wichtige zusätzliche Einnahmequelle. Illegale Abholzung und unkontrollierte Brände gefährden den Waldbestand.
Die Jagd ist ein Nahrungsergänzungsmittel für viele Familien. Die wichtigsten Wildtiere sind Wildschweine, Kaninchen und Gazellen.

### Bodenschätze
Im Distrikt werden keine Bodenschätze abgebaut.

### Verkehr
Der Distrikt Mogovolas hat hauptsächlich regionale Straßenverbindungen. Am ehesten hervorzuheben sind die Hauptstraßen, die Nametil mit der Provinzhauptstadt Nampula und mit Murrupula (über Iulúti) verbindet.
Es gibt keine Eisenbahnverbindung in Mogovolas,